# Вице-адмирал Кулаков (большой противолодочный корабль)
«Вице-адмирал Кулаков» (по классификации NATO — Udaloy class destroyer DDG) —  большой противолодочный корабль, второй корабль проекта 1155. В настоящее время находится в составе Северного флота ВМФ России.
Наименован в честь вице-адмирала Николая Михайловича Кулакова.

## История

### Строительство и служба в ВС СССР
Корабль был заложен под номером 626 4 ноября 1977 года на Ленинградском судостроительном заводе имени А. А. Жданова (хотя зачислили его в списки ВМФ ещё 13 июля 1977 года). Спущен на воду 16 мая 1980 года, вступил в строй 29 декабря 1981 года, вошёл в состав флота 9 февраля 1982 года.
С 3 по 7 ноября 1988 года совершил визит в Гавану, столицу Кубы. Носил на борту номер 659.

### Ремонт
Осенью 1990 года корабль стал на ремонт в Кронштадт. Из-за серьёзных финансовых трудностей его ремонт затягивался и в 1996 году вообще прекратился. Только в 2000 году корабль был переведён на завод «Северная верфь» с Кронштадтского морского завода и начал де-факто ремонтироваться. В течение 10 лет корабль оснащался новейшим оборудованием и вооружением. В апреле 2010 года после долгой замены комплексов вооружения и системы жизнеобеспечения ремонт завершился, в сентябре 2010 года корабль покинул Санкт-Петербург и прибыл в Балтийск, а 7 декабря 2010 корабль прибыл в Североморск и снова вошёл в состав Северного флота.
15 августа 2014 года должен был прибыть в Севастополь для прохождения ремонта на 13-м судоремонтном заводе.
По состоянию на 30 марта 2015 года встал в большую камеру для выполнения работ по доковому ремонту.

### Служба
С 11 по 16 мая 2011 года принял участие в российско-норвежском учении «Помор-2011», в котором были задействованы фрегат с управляемым ракетным оружием «Хельге Инстад» и корабль береговой охраны «Анденес» ВМС Норвегии, противолодочные самолёты и истребители Морской авиации Северного флота и ВВС Норвегии. В походе совершил деловой заход: 16.05.2011 в порт Тромсё (Норвегия), 19.05.2011 взял курс к родным берегам и 25.05.2011 прибыл в Североморск.
С 6 апреля по 11 сентября 2012 года совершил 159-дневный поход в Средиземное море через Атлантический океан и обратно в Североморск, корабль прошёл более 29 000 миль, совершены десятки вылетов Ка-27. БПК выполнял задачи по охране 17 гражданских судов в Аденском заливе, совершил деловые и неофициальные заходы: в порт Сеута (Испания), 23.04.2012 в порт Суда (Греция), 02.05.2012 в порт Джидда (Саудовская Аравия), 17.08.2012 в порт Лиссабон (Португалия), 24.08.2012 в порт Портсмут (Великобритания) и 30.08.2012 в порт Корк (Ирландия), экипаж корабля участвовал в успешном спасении яхтсмена из Великобритании, терпящего бедствие в Кельтском море.
С 11 по 16 мая 2013 года корабль принял участие в международных учениях «Помор-2013». Учение началось 11 мая 2013 года с выходом из Североморска и фрегата ВМС Норвегии «Хельге Инстад». В Баренцевом море к участникам учения присоединился фрегат береговой охраны Норвегии «Сенья». За время учения кораблями-участниками пройдено более 1000 морских миль.
С 11 мая по 28 сентября 2013 совершил 141-дневный поход, в том числе трансатлантический переход в составе межфлотского отряда боевых кораблей. В походе корабль прошёл более 27 000 миль, совершил деловые заходы: 16.05.2013 в порт Берген (Норвегия), 25.05.2013 в порт Ливерпуль (Великобритания), 31.05.2013 в порт Лиссабон (Португалия), 02.07.2013 в порт Лимасол (Кипр), 03.08.2013 в порт Гавана (Куба), 26.08.2013 в порт Ла-Гуайра (Венесуэла).
15 апреля 2014 вышел из Североморска и через Атлантический океан направился в Средиземное море, где выполнял задачи в составе соединения российских кораблей. В походе корабль прошёл более 10 000 миль, совершил деловые заходы: 28.04.2014 в порт Сеута (Испания), 26.05.2014 в порт Лимасол (Кипр), 16.06.2014 в порт Лимасол (Кипр), 10.07.2014 в порт Ла-Валлетта (Мальта).
После закупки вертолётоносцев типа «Мистраль» на Северном флоте начались испытания новых вертолётов Ка-52 «Аллигатор», которые скоро войдут в состав авианосных групп ВМФ России. В числе кораблей, принимавших участие в испытаниях, был и БПК «Вице-адмирал Кулаков».
19 августа 2014 года прибыл в главную базу Черноморского флота после выполнения задач боевой службы в акватории Средиземного моря.
19 сентября 2014 года покинул Севастополь и взял курс на Североморск.
23 сентября 2014 года БПК «Вице-адмирал Кулаков», находящийся в Новороссийской военно-морской базе, посетил Президент РФ Владимир Путин.
5 января 2015 года вернулся в Североморск.
С 23 октября 2015 года по 4 апреля 2016 года совершил 163-дневный дальний поход. БПК преодолел моря Северо-восточной части Атлантики, длительное время  выполняли задачи в Средиземном море, побывали в Красном и Аравийском морях, совершили заходы в иностранные порты, в том числе Лимассол (Республика Кипр), Салала (Султанат Оман), Карачи (Исламская Республика Пакистан). Одной из основных задач дальнего похода БПК стала его деятельность  в составе оперативного соединения дальней морской зоны ВМФ России. Также обеспечивал безопасность гражданского судоходства в районе Аденского залива и Африканского рога и принял участие в международном антинаркотическом учении «Аравийский муссон-2015» в северной части Индийского океана во взаимодействии с кораблями ВМС Пакистана.
15 октября 2016 года В составе корабельной авианосной группы (возглавляемой ТАВКР «Адмирал Флота Советского Союза Кузнецов», а также включающей ТАРКР «Пётр Великий» и БПК «Североморск», а также суда обеспечения) вышел в поход в районы северо-восточной Атлантики и Средиземного моря, в состав оперативного соединения дальней морской зоны ВМФ России. В ноябре 2016 года оказал помощь терпящему бедствие в Средиземном море украинскому рыболовецкому судну. 13 декабря 2016 года вернулся в постоянный пункт базирования из 60-дневного похода.
21 июня 2017 года совместно с БПК «Североморск» в составе корабельной группы возглавляемой ТАРКР «Пётр Великий» обнаружил и атаковал подлодку условного противника в Баренцевом море в ходе учений.
4 июля 2017 года совместно с ракетным крейсером «Маршал Устинов» вышли из Североморска для межфлотского перехода на Балтику с целью участия в военно-морском параде в Санкт-Петербурге в День ВМФ.
30 июля 2017 года принимал участие в торжественном параде ко Дню Военно-морского флота РФ.
Далее совершил переход в составе отряда кораблей и судов обеспечения Северного флота с Балтийского моря в Северное, после чего продолжил движение в южном направлении.
8 августа 2017 года миновал пролив Ла-Манш и вошёл в Бискайский залив.
С 20 по 23 августа 2017 совершил деловой заход в порт Лимасол (Республика Кипр), с целью пополнения запасов воды, топлива и продовольствия, а также отдыха экипажа.
28 августа 2017 года выполняет задачи дальнего похода в Красном море, провёл учение по проведению досмотровых операций подозрительного судна группой антитеррористической деятельности.
С 1 по 5 сентября 2017 года осуществлял сопровождение китайского танкера «Каско джей» через Аденский залив до выхода в Индийский океан, по завершении которого осуществил заход в порт Салала (Оман).
С 8 по 11 сентября  2017 года успешно сопровождал балкер под флагом государства Барбадос через Аденский залив в Красное море. В дальнейшем приступил к сопровождению через Аденский залив танкера под флагом Индии.
21 октября  2017 года завершил деловой заход в египетский порт Александрия вышел в Средиземное море для продолжения выполнения поставленных задач.
3 ноября 2017 года завершил миссию в Средиземном море и вышел в Атлантический океан через Гибралтарский пролив.
27 ноября 2017 года на завершающем этапе дальнего похода в Баренцевом море выполнил ряд боевых упражнений по плану боевой подготовки и провёл артиллерийские стрельбы по условным воздушным целям, которые были заданы при помощи бортовой системы целеуказания.
28 ноября 2017 года завершил дальний подход и прибыл в Североморск где состоялась торжественная встреча.
28 августа 2020 года БПК «Вице-адмирал Кулаков» зашёл в порт Лимассол (Кипр) для пополнения запасов пресной воды, продовольствия и топлива. БПК «Вице-адмирал Кулаков» обеспечивает военное присутствие России в Средиземном море.
С 28 июня 2021 по декабрь 2021 года совершил дальний морской поход, в ходе которого принял участие в Главном военно-морском параде в Кронштадте, затем выполнял учебные задачи в северной части Атлантического океана, в Средиземном море, а затем перешёл в Гвинейский залив. Там 25 октября 2021 года экипаж БПК «Вице-адмирал Кулаков» предотвратил захват пиратами гражданского судна — панамского контейнеровоза «Люция». В ходе похода БПК прошёл более 28 000 морских миль, совершив заходы в порты пяти государств.

## Происшествия
Пожар 4 декабря 2009
4 декабря 2009 на заводе «Северная верфь» случился пожар, сигнал о происшествии поступил на пульт пожарной охраны в 14:15. В то время на верфях велись ремонтные работы на БПК «Вице-адмирал Кулаков» и строительные работы нового фрегата «Адмирал Флота Советского Союза Горшков». Возгорание возникло в кладовой из-за падения искр электросварки. На корабле в тот момент проходили службу матросы братья Артур и Альберт Каюмовы, по корабельному расписанию входившие в состав аварийной партии. Артур несколько раз входил в аварийное помещение (время работы в изолирующем противогазе 25 минут (реально больше, но по наставлениям именно столько), и аварийные партии работают посменно). Регенерирующие патроны ИП-6 при установке в противогаз проверялись лично командиром БЧ-5. По словам сослуживца Каюмовых, у Артура отказал противогаз, из-за чего тот не смог выбраться из задымлённого отсека на нижней палубе корабля. По другой версии Артур Каюмов поскользнулся на трапе в задымлённом помещении, и при падении маска противогаза просто слетела. Его брат Альберт смог выбраться из отсека, а Артур скончался из-за отравления угарным газом (реанимация проводилась силами прибывшей бригады реаниматологов на протяжении 1,5 часов в реанимобиле прямо на причальной стенке завода). Официально родителям Артура сообщили, что их сын погиб при исполнении воинского долга, а о подробностях им никто не заявил. Из-за этого были сдвинуты сроки ходовых испытаний, которые намечались в ближайшее время.

## Галерея
- Вице-адмирал Кулаков 2012.
- Вице-адмирал Кулаков 2012.
- Вице-адмирал Кулаков 2012.
- Вице-адмирал Кулаков 2012.
- Вице-адмирал Кулаков 2012.
- Вице-адмирал Кулаков 2012.
- Вице-адмирал Кулаков 2012.